# Руке-Дравиня, Велта
Велта Татьяна Руке-Дравиня (латыш. Velta Tatjana Rūķe-Dravina; 25 января 1917, Вольмар, Лифляндская губерния — 7 мая 2003, Стокгольм) — латвийский и шведский лингвист, изучавшая балтийские языки.

## Биография
Велта Татьяна Руке родилась в 1917 году в семье железнодорожного служащего. Она выросла в Латвии, окончила образование в области балтийской филологии в Латвийском университете в 1939 году. С 1938 года и во время Второй мировой войны Руке-Дравиня работала над сравнительными исследованиями индоевропейских языков, но ей не было позволено завершить исследования, поскольку публичная защита диссертации по этому предмету не была разрешена в оккупированной Латвии. Работала преподавателем фонетики, участвовала в ряде проектов, связанных с изучением географических названий в латышском языке.
Осенью 1944 года Руке-Дравиня и её муж, как и многие другие, бежали в Швецию. В 1949 году у неё родился сын Дайнис, впоследствии ставший астрономом. Она продолжала свою научную деятельность. В 1949-1970-м годах Руке-Дравиня преподавала балтийские и славянские языки в Университете Лунда. Позже она была профессором балтийских языков в Стокгольмском университете и заведующей кафедрой балтийских языков и литературы с 1970 по 1984 год. Руке-Дравиня была единственным профессором балтийских языков за пределами стран Прибалтики и играла ведущую роль в организации преподавания этого предмета в Стокгольмском университете. Она также была приглашённым лектором в университетах разных стран, имела более 300 научных публикаций. Скончалась в 2003 году на 87-м году жизни.